# 西村金一
西村 金一（にしむら きんいち、1952年 - ）は、日本の軍事評論家、元陸上自衛官。佐賀県出身。
軍事・情報戦略研究所所長。北朝鮮（特に軍事）情勢分析、中国軍事戦略、対テロ、危機管理に関する著作がある。

## 来歴
1968年に陸上自衛隊生徒14期として陸上自衛隊少年工科学校に入校する。その後法政大学文学部地理学科を卒業。
1978年、陸上自衛隊幹部候補生学校に入校し、第1特科連隊、第1空挺団を経て、防衛省内部部局、統合幕僚会議事務局、陸上幕僚監部、情報本部等で情報分析官を務める。その後防衛研究所研究員、12師団第2部長、陸上自衛隊幹部学校戦略教官室副室長（主任教官1等陸佐）等を歴任した。
2008年、定年退官となり、三菱総合研究所の国際政策研究グループに専門研究員として勤務する。
2012年に軍事・情報戦略研究所を設立し、軍事アナリスト・危機管理専門家として活動している。その間、ディフェンス・リサーチ・センター研究委員や日本安全保障・危機管理学会理事、日本安全保障戦略研究所研究員、日本戦略研究フォーラム政策提言委員および偕行社安全保障研究員等も務めている。
2015年には、日本安全保障・危機管理学会編の「究極の危機管理」（内外出版）の編集・執筆により日本安全保障・危機管理学会賞を受賞している。

## 著書

### 単著
- 『詳解 北朝鮮の実態』原書房、2012年

### 共編著
- 三菱総合研究所（編）『手にとるように中国がわかる本』かんき出版、2008年
- 『防災・危機管理必携』自衛隊援護協会、2013年
- 日本安全保障・危機管理学会（編）『究極の危機管理』内外出版社
- 『自衛隊は尖閣諸島をどう戦うか』祥伝社、2014年
- 『自衛隊はISのテロの脅威とどう戦うのか』祥伝社、2016年
- 日本戦略研究フォーラム（編）『習近平の三戦を暴く』海竜社、2017年

### 執筆協力
- 『図解中国の軍事力』河出書房新社、1996年
- 『中国の軍事戦略』東洋経済新報社、1997年

### 監修
- 『米軍基地がやってきたこと（BASE NATION）』原書房、2016年